# Liga Europa de la UEFA 2021-22
La Liga Europa de la UEFA 2021-22 fue la 51.a edición de la segunda competición más importante de fútbol a nivel de clubes en Europa organizada por la UEFA, y la 13.a temporada desde su cambio de nombre a Liga Europa de la UEFA. 
En la final, jugada en el Estadio Ramón Sánchez-Pizjuán de Sevilla (España) el Eintracht Frankfurt derrotó 5-4 en tanda de penaltis al Rangers F. C. después de empatar 1-1 tras el tiempo suplementario. Ganó así la competición por segunda vez en su historia desde la edición de 1979-80. La final estaba originalmente planeada para jugarse en el Puskás Aréna de Budapest, Hungría. Sin embargo, debido al aplazamiento y relocalización de la final de 2020, las sedes de cada final se desplazaron un año; en cambio, Budapest quedó como sede de la final de 2023. Como campeón, el Eintracht Fráncfort se clasificó automáticamente para la fase de grupos de la Liga de Campeones de la UEFA 2022-23 y ganó además el derecho de jugar contra el campeón de la Liga de Campeones de la UEFA 2021-22 en la Supercopa de la UEFA 2022.
Esta edición fue la primera desde 1999-2000 (primera temporada tras la disolución de la Recopa de Europa de la UEFA) en que tres competiciones mayores europeas a nivel de clubes (Liga de Campeones de la UEFA, Liga Europa de la UEFA, y la nueva Liga Europa Conferencia de la UEFA) toman lugar, y la primera donde la Liga de Europa es de segundo nivel. Como consecuencia de esto, se realizaron cambios considerables en el formato de la competición. La fase de grupos estuvo formada por 32 equipos y no los 48 equipos de las otras ediciones; tampoco hubo dieciseisavos de final y, en su lugar, se disputó una ronda adicional entre los segundos y los terceros de cada grupo de la Liga de Campeones y los ganadores pasaron directamente a los octavos de final.
El Villarreal C. F., último campeón, se clasificó automáticamente para la Liga de Campeones 2021-22. No pudo defender su título en esta edición. Logró avanzar a la fase eliminatoria, pero fue eliminado por el Liverpool F. C. en la semifinal.

## Asignación de equipos por asociación
Un total de 58 equipos de entre 31 a 36 de las 55 asociaciones miembros de la UEFA se espera que participen en la Liga Europa de la UEFA 2021-22. La clasificación por asociación basada en los coeficientes de país de la UEFA se usa para determinar el número de equipos participantes para cada asociación.
- Las asociaciones 1–5 tienen dos equipos clasificados cada una.
- Las asociaciones 6–15 tienen un equipo clasificado cada una.
  - Como la plaza de los campeones de la UEFA Europa Conference League no se utiliza esta temporada, la federación 16 tiene uno de sus equipos ascendido de la Europa Conference League a la Europa League, por lo que también tiene un equipo clasificado.
- Además, 37 equipos eliminados de la Liga de Campeones de la UEFA 2021–22 serán transferidos a la Liga Europa.

### Clasificación de la asociación
Para la Liga Europa 2021-22, a las asociaciones se les asignan plazas de acuerdo con sus coeficientes de país de la UEFA 2020, que toma en cuenta su desempeño en las competiciones europeas de 2015-16 a 2019-20.
Además de la asignación basada en los coeficientes del país, las asociaciones pueden tener equipos adicionales participando en la Liga Europa, como se indica a continuación:
| Clasif. | Asociación      | Coef.   | Equipos | Notas    |
| ------- | --------------- | ------- | ------- | -------- |
| 1       | España          | 102.283 | 2       | +2 (UCL) |
| 2       | Inglaterra      | 90.462  | 2       |          |
| 3       | Alemania        | 74.784  | 2       | +2 (UCL) |
| 4       | Italia          | 70.653  | 2       | +1 (UCL) |
| 5       | Francia         | 59.248  | 2       | +1 (UCL) |
| 6       | Portugal        | 49.449  | 1       | +1 (UCL) |
| 7       | Rusia           | 45.549  | 1       | +2 (UCL) |
| 8       | Bélgica         | 37.900  | 1       | +1 (UCL) |
| 9       | Ucrania         | 36.100  | 1       |          |
| 10      | Países Bajos    | 35.750  | 1       | +1 (UCL) |
| 11      | Turquía         | 33.600  | 1       | +1 (UCL) |
| 12      | Austria         | 32.925  | 1       | +1 (UCL) |
| 13      | Dinamarca       | 29.250  | 1       | +2 (UCL) |
| 14      | Escocia         | 27.875  | 1       | +2 (UCL) |
| 15      | República Checa | 27.300  | 1       | +2 (UCL) |
| 16      | Chipre          | 26.750  | 1       | +1 (UCL) |
| 17      | Suiza           | 26.400  | 0       |          |
| 18      | Grecia          | 26.300  | 0       | +1 (UCL) |
| 19      | Serbia          | 25.500  | 0       | +1 (UCL) |

| Clasif. | Asociación    | Coef.  | Equipos | Notas    |
| ------- | ------------- | ------ | ------- | -------- |
| 20      | Croacia       | 24.875 | 0       | +1 (UCL) |
| 21      | Suecia        | 22.750 | 0       |          |
| 22      | Noruega       | 21.750 | 0       |          |
| 23      | Israel        | 19.625 | 0       |          |
| 24      | Kazajistán    | 19.250 | 0       | +1 (UCL) |
| 25      | Bielorrusia   | 18.875 | 0       |          |
| 26      | Azerbaiyán    | 18.750 | 0       | +1 (UCL) |
| 27      | Bulgaria      | 17.375 | 0       | +1 (UCL) |
| 28      | Rumania       | 16.700 | 0       | +1 (UCL) |
| 29      | Polonia       | 16.625 | 0       | +1 (UCL) |
| 30      | Eslovaquia    | 15.875 | 0       | +1 (UCL) |
| 31      | Liechtenstein | 13.500 | 0       |          |
| 32      | Eslovenia     | 13.000 | 0       | +1 (UCL) |
| 33      | Hungría       | 12.875 | 0       | +1 (UCL) |
| 34      | Luxemburgo    | 8.000  | 0       |          |
| 35      | Lituania      | 7.875  | 0       | +1 (UCL) |
| 36      | Armenia       | 7.625  | 0       | +1 (UCL) |
| 37      | Letonia       | 7.625  | 0       |          |

| Clasif. | Asociación           | Coef. | Equipos | Notas    |
| ------- | -------------------- | ----- | ------- | -------- |
| 38      | Albania              | 7.375 | 0       |          |
| 39      | Macedonia del Norte  | 7.375 | 0       |          |
| 40      | Bosnia y Herzegovina | 6.875 | 0       |          |
| 41      | Moldavia             | 6.750 | 0       | +1 (UCL) |
| 42      | Irlanda              | 6.700 | 0       |          |
| 43      | Finlandia            | 6.500 | 0       | +1 (UCL) |
| 44      | Georgia              | 5.750 | 0       |          |
| 45      | Malta                | 5.750 | 0       |          |
| 46      | Islandia             | 5.375 | 0       |          |
| 47      | Gales                | 5.000 | 0       |          |
| 48      | Irlanda del Norte    | 4.875 | 0       |          |
| 49      | Gibraltar            | 4.750 | 0       | +1 (UCL) |
| 50      | Montenegro           | 4.375 | 0       |          |
| 51      | Estonia              | 4.375 | 0       | +1 (UCL) |
| 52      | Kosovo               | 4.000 | 0       |          |
| 53      | Islas Feroe          | 3.750 | 0       |          |
| 54      | Andorra              | 2.831 | 0       |          |
| 55      | San Marino           | 0.666 | 0       |          |

### Distribución
Los equipos accederán de acuerdo a la lista de acceso.
|                                                       |                                                       | Equipos que entran en esta fase | Equipos que provienen de la fase anterior | Equipos transferidos de la Liga de Campeones |
| ----------------------------------------------------- | ----------------------------------------------------- | --- | --- | --- |
| Tercera ronda clasificatoria (16 equipos)             | Ruta de Campeones (10 equipos)                        | | | - 10 perdedores de la Ruta de Campeones de la Segunda ronda clasificatoria de la Liga de Campeones |
| Tercera ronda clasificatoria (16 equipos)             | Ruta de Liga (6 equipos)                              | - 3 ganadores de copa nacionales de asociaciones 14-16                                                                                                  | | - 3 perdedores de la Ruta de Liga de la Segunda ronda clasificatoria de la Liga de Campeones |
| Ronda de Play-Off (20 equipos)                        | Ronda de Play-Off (20 equipos)                        | - 6 ganadores de copa nacionales de asociaciones 8-13                                                                                                   | - 5 ganadores de la Ruta de Campeones de la Tercera ronda clasificatoria - 3 ganadores de la Ruta de Liga de la Tercera ronda clasificatoria | - 6 perdedores de la Ruta de Campeones de la Tercera ronda clasificatoria de la Liga de Campeones |
| Fase de grupos (32 equipos)                           | Fase de grupos (32 equipos)                           | - 7 ganadores de copa nacionales de asociaciones 1-7 - 1 equipos en cuarto lugar de la asociación 5 - 4 equipos en quinto lugar de las asociaciones 1-4 | - 10 ganadores de la Ronda de Play-Off | - 4 perdedores de la Ronda de Play-Off de la Liga de Campeones (Ruta de Campeones) - 2 perdedores de la Ronda de Play-Off de la Liga de Campeones (Ruta de Liga) - 4 perdedores de la Tercera Ronda clasificatoria de la Liga de Campeones (Ruta de Liga) |
| Ronda Preliminar de la Fase Eliminatoria (16 equipos) | Ronda Preliminar de la Fase Eliminatoria (16 equipos) | | - 8 subcampeones de la fase de grupos | - 8 equipos clasificados en tercer lugar de la fase de grupos de la Liga de Campeones |
| Fase Eliminatoria (16 equipos)                        | Fase Eliminatoria (16 equipos)                        | | - 8 ganadores de la fase de grupos - 8 ganadores de la ronda preliminar de la fase eliminatoria                                              | |

Se realizaron cambios en la lista de acceso anterior para el torneo a través de sus ligas nacionales.
- Los campeones de copa de la asociación 7 entran en la fase de grupos en lugar de en la ronda de play-off.
- Los campeones de copa de la asociación 13 entran en la ronda de play-off en lugar de en la tercera ronda de clasificación.
- Los campeones de copa de la asociación 16 entran en la tercera ronda de clasificación en lugar de la segunda ronda de clasificación de la Europa Conference League.

## Equipos
- CC: Campeón de copa
- N.º: Posición de liga
- LC: Procedente de la Liga de Campeones
  - FG: Tercero en fase de grupos
  - PO: Perdedor de la Ronda de Play-Off
  - 3R: Perdedor de la Tercera ronda previa
  - 2R: Perdedor de la Segunda ronda previa

| Ronda Preliminar de la Fase Eliminatoria | Ronda Preliminar de la Fase Eliminatoria | Ronda Preliminar de la Fase Eliminatoria | Ronda Preliminar de la Fase Eliminatoria |
| ---------------------------------------- | ---------------------------------------- | ---------------------------------------- | ---------------------------------------- |
| Leipzig (LC FG)                          | Borussia Dortmund (LC FG)                | Barcelona (LC FG)                        | Sevilla (LC FG)                          |
| Porto (LC FG)                            | Sheriff Tiraspol (LC FG)                 | Atalanta (LC FG)                         | Zenit (LC FG)                            |
| Fase de grupos                           |                                          |                                          |                                          |
| Real Sociedad (5.°)                      | Napoli (5.º)                             | Brøndby (LC PO)                          | Midtjylland (LC 3R)                      |
| Real Betis (6.°)                         | Lazio (6.º)                              | Ferencváros (LC PO)                      | Spartak Moscú (LC 3R)                    |
| Leicester City (CC)                      | Olympique Lyon (4.º)                     | Ludogorets Razgrad (LC PO)               | Genk (LC 3R)                             |
| West Ham United (6.°)                    | Olympique Marsella (5.°)                 | Dinamo Zagreb (LC PO)                    | Sparta Praga (LC 3R)                     |
| Eintracht Fráncfort (5.°)                | Braga (CC)                               | Mónaco (LC PO)                           |                                          |
| Bayer Leverkusen (6.°)                   | Lokomotiv Moscú (CC)                     | PSV (LC PO)                              |                                          |
| Ronda de Play-Off                        |                                          |                                          |                                          |
| Antwerp (3.°)                            | Sturm Graz (3.º)                         | Olympiakos (LC 3R)                       |                                          |
| Zoryá Lugansk (3.°)                      | Randers (CC)                             | Estrella Roja (LC 3R)                    |                                          |
| AZ (3.°)                                 | Legia Varsovia (LC 3R)                   | Rangers (LC 3R)                          |                                          |
| Fenerbahçe (3.º)                         | CFR Cluj (LC 3R)                         | Slavia Praga (LC 3R)                     |                                          |
| Tercera Ronda Clasificatoria             |                                          |                                          |                                          |
| Ruta de Campeones                        | Ruta de Campeones                        | Ruta de Liga                             | Ruta de Liga                             |
| Omonia Nicosia (LC 2R)                   | Kairat (LC 2R)                           | St. Johnstone (CC)                       | Rapid Viena (LC 2R)                      |
| Slovan Bratislava (LC 2R)                | Lincoln Red Imps (LC 2R)                 | Jablonec (3.º)                           | Celtic (LC 2R)                           |
| Flora (LC 2R)                            | HJK (LC 2R)                              | Anorthosis Famagusta (CC)                | Galatasaray (LC 2R)                      |
| Alashkert (LC 2R)                        | Žalgiris (LC 2R)                         |                                          |                                          |
| Neftçi Bakú (LC 2R)                      | Mura (LC 2R)                             |                                          |                                          |

## Fase clasificatoria

### Tercera Ronda Clasificatoria
La Tercera Ronda Clasificatoria se divide en dos secciones separadas: Ruta de Campeones (para los campeones de las ligas) y Ruta de Liga (para los ganadores de las copas y los no campeones de las ligas). Un total de 16 equipos jugarán en la ronda previa, los ocho perdedores jugarán la  Cuarta Ronda Clasificatoria de la Liga Europa Conferencia de la UEFA.
| Equipo 1         | Agr.           | Equipo 2          | Ida | Vuelta |
| ---------------- | -------------- | ----------------- | --- | ------ |
| Omonia Nicosia   | 2–2 (5:4 pen.) | Flora             | 1–0 | 1–2    |
| Mura             | 1–0            | Žalgiris          | 0–0 | 1–0    |
| Kairat           | 2–3 (t. s.)    | Alashkert         | 0–0 | 2–3    |
| Lincoln Red Imps | 2–4            | Slovan Bratislava | 1–3 | 1–1    |
| Neftçi Bakú      | 2–5            | HJK               | 2–2 | 0–3    |

| Equipo 1    | Agr. | Equipo 2             | Ida | Vuelta |
| ----------- | ---- | -------------------- | --- | ------ |
| Jablonec    | 2–7  | Celtic               | 2–4 | 0–3    |
| Rapid Viena | 4–2  | Anorthosis Famagusta | 3–0 | 1–2    |
| Galatasaray | 5–3  | St. Johnstone        | 1–1 | 4–2    |

### Ronda de Play-off
En la ronda de Play-off, participaran  un total de 20 equipos.
| Equipo 1       | Agr.           | Equipo 2          | Ida | Vuelta |
| -------------- | -------------- | ----------------- | --- | ------ |
| Randers        | 2–3            | Galatasaray       | 1–1 | 1–2    |
| Rapid Viena    | 6–2            | Zoryá Lugansk     | 3–0 | 3–2    |
| Celtic         | 3–2            | AZ                | 2–0 | 1–2    |
| Fenerbahçe     | 6–2            | HJK               | 1–0 | 5–2    |
| Mura           | 1–5            | Sturm Graz        | 1–3 | 0–2    |
| Omonia Nicosia | 4–4 (2:3 pen.) | Antwerp           | 4–2 | 0–2    |
| Olympiakos     | 5–2            | Slovan Bratislava | 3–0 | 2–2    |
| Rangers        | 1–0            | Alashkert         | 1–0 | 0–0    |
| Slavia Praga   | 3–4            | Legia Varsovia    | 2–2 | 1–2    |
| Estrella Roja  | 6–1            | CFR Cluj          | 4–0 | 2–1    |

## Fase de grupos
Los 32 equipos se dividieron en ocho grupos de cuatro, con la restricción de que los equipos de la misma asociación no se crucen en los grupos, para el sorteo los equipos se dividen en cuatro bombos en base a su coeficiente UEFA.
En cada grupo, los equipos juegan unos contra otros en casa y fuera en un formato de todos contra todos. Los ganadores de grupo avanzan a los Octavos de final, los subcampeones avanzan a la Ronda Preliminar de la Fase Eliminatoria, donde se les unen los ocho equipos clasificados en tercer lugar de la fase de grupos de la Liga de Campeones de la UEFA 2021-22 y los terceros de grupo avanzan a la Ronda Preliminar de la Fase Eliminatoria de la Liga Conferencia de la UEFA 2021-22 .
Un total de 32 equipos juegan en la fase de grupos: 12 equipos que entran en esta fase son por liga 2020-21 (puestos 4.° o 5.°) o por copa (ganador de copa), los 10 ganadores de la ronda de play-off, los 6 perdedores de la ronda de play-off de la Liga de Campeones de la UEFA 2021-22 (4 de la Ruta de Campeones y 2 de la Ruta de Liga) y los 4 perdedores de la Ruta de Liga de la tercera ronda de clasificación de la Liga de Campeones de la UEFA 2021-22.
| Bombo 1 | Bombo 2 | Bombo 3 | Bombo 4 |
| --- | --- | --- | --- |
| Olympique Lyon CC: 76.000 Napoli CC: 74.000 Bayer Leverkusen CC: 57.000 Dinamo Zagreb CC: 44.500 Lazio CC: 44.000 Olympiakos CC: 43.000 Mónaco CC: 36.000 Braga CC: 35.000 | Celtic CC: 34.000 Eintracht Fráncfort CC: 33.000 Estrella Roja CC: 32.500 Leicester City CC: 32.000 Rangers CC: 31.250 Lokomotiv Moscú CC: 31.000 Genk CC: 30.000 PSV CC: 29.000 | Ludogorets Razgrad CC: 28.000 Olympique Marsella CC: 28.000 West Ham United CC: 20.113 Real Betis CC: 19.571 Real Sociedad CC: 19.571 Fenerbahçe CC: 19.500 Spartak Moscú CC: 18.500 Sparta Praga CC: 17.500 | Galatasaray CC: 17.000 Rapid Viena CC: 17.000 Legia Varsovia CC: 16.500 Ferencváros CC: 13.500 Midtjylland CC: 13.500 Antwerp CC: 10.500 Sturm Graz CC: 7.165 Brøndby CC: 7.000 |

### Grupo A
| Equipo         | Pts. | PJ | PG | PE | PP | GF | GC | Dif. | Notas                                    |
| -------------- | ---- | -- | -- | -- | -- | -- | -- | ---- | ---------------------------------------- |
| Olympique Lyon | 16   | 6  | 5  | 1  | 0  | 16 | 5  | 11   | Octavos de final                         |
| Rangers        | 8    | 6  | 2  | 2  | 2  | 6  | 5  | 1    | Preliminar de octavos                    |
| Sparta Praga   | 7    | 6  | 2  | 1  | 3  | 6  | 9  | -3   | Preliminar de octavos (Liga Conferencia) |
| Brøndby        | 2    | 6  | 0  | 2  | 4  | 2  | 11 | -9   |                                          |

|     | LYO   | RAN   | SPP   | BRO   |
| --- | ----- | ----- | ----- | ----- |
| LYO |       | 1 – 1 | 3 – 0 | 3 – 0 |
| RAN | 0 – 2 |       | 2 – 0 | 2 – 0 |
| SPP | 3 – 4 | 1 – 0 |       | 2 – 0 |
| BRO | 1 – 3 | 1 – 1 | 0 – 0 |       |

### Grupo B
| Equipo        | Pts. | PJ | PG | PE | PP | GF | GC | Dif. | Notas                                    |
| ------------- | ---- | -- | -- | -- | -- | -- | -- | ---- | ---------------------------------------- |
| Mónaco        | 12   | 6  | 3  | 3  | 0  | 7  | 4  | 3    | Octavos de final                         |
| Real Sociedad | 9    | 6  | 2  | 3  | 1  | 9  | 6  | 3    | Preliminar de octavos                    |
| PSV           | 8    | 6  | 2  | 2  | 2  | 9  | 8  | 1    | Preliminar de octavos (Liga Conferencia) |
| Sturm Graz    | 2    | 6  | 0  | 2  | 4  | 3  | 10 | -7   |                                          |

|     | MON   | PSV   | RSO   | STU   |
| --- | ----- | ----- | ----- | ----- |
| MON |       | 0 – 0 | 2 – 1 | 1 – 0 |
| PSV | 1 – 2 |       | 2 – 2 | 1 – 0 |
| RSO | 1 – 1 | 3 – 0 |       | 1 – 1 |
| STU | 1 – 1 | 1 – 4 | 0 – 1 |       |

### Grupo C
| Equipo         | Pts. | PJ | PG | PE | PP | GF | GC | Dif. | Notas                                    |
| -------------- | ---- | -- | -- | -- | -- | -- | -- | ---- | ---------------------------------------- |
| Spartak Moscú  | 10   | 6  | 3  | 1  | 2  | 10 | 9  | 1    | Octavos de final                         |
| Napoli         | 10   | 6  | 3  | 1  | 2  | 15 | 10 | 5    | Preliminar de octavos                    |
| Leicester City | 8    | 6  | 2  | 2  | 2  | 12 | 11 | 1    | Preliminar de octavos (Liga Conferencia) |
| Legia Varsovia | 6    | 6  | 2  | 0  | 4  | 4  | 11 | -7   |                                          |

|     | NAP   | LEI   | SPM   | LEG   |
| --- | ----- | ----- | ----- | ----- |
| NAP |       | 3 – 2 | 2 – 3 | 3 – 0 |
| LEI | 2 – 2 |       | 1 – 1 | 3 – 1 |
| SPM | 2 – 1 | 3 – 4 |       | 0 – 1 |
| LEG | 1 – 4 | 1 – 0 | 0 – 1 |       |

### Grupo D
| Equipo              | Pts. | PJ | PG | PE | PP | GF | GC | Dif. | Notas                                    |
| ------------------- | ---- | -- | -- | -- | -- | -- | -- | ---- | ---------------------------------------- |
| Eintracht Fráncfort | 12   | 6  | 3  | 3  | 0  | 10 | 6  | 4    | Octavos de final                         |
| Olympiakos          | 9    | 6  | 3  | 0  | 3  | 8  | 7  | 1    | Preliminar de octavos                    |
| Fenerbahçe          | 6    | 6  | 1  | 3  | 2  | 7  | 8  | -1   | Preliminar de octavos (Liga Conferencia) |
| Antwerp             | 5    | 6  | 1  | 2  | 3  | 6  | 10 | -4   |                                          |

|     | OLY   | FRA   | FEN   | ANT   |
| --- | ----- | ----- | ----- | ----- |
| OLY |       | 1 – 2 | 1 – 0 | 2 – 1 |
| FRA | 3 – 1 |       | 1 – 1 | 2 – 2 |
| FEN | 0 – 3 | 1 – 1 |       | 2 – 2 |
| ANT | 1 – 0 | 0 – 1 | 0 – 3 |       |

### Grupo E
| Equipo             | Pts. | PJ | PG | PE | PP | GF | GC | Dif. | Notas                                    |
| ------------------ | ---- | -- | -- | -- | -- | -- | -- | ---- | ---------------------------------------- |
| Galatasaray        | 12   | 6  | 3  | 3  | 0  | 7  | 3  | 4    | Octavos de final                         |
| Lazio              | 9    | 6  | 2  | 3  | 1  | 7  | 3  | 4    | Preliminar de octavos                    |
| Olympique Marsella | 7    | 6  | 1  | 4  | 1  | 6  | 7  | -1   | Preliminar de octavos (Liga Conferencia) |
| Lokomotiv Moscú    | 2    | 6  | 0  | 2  | 4  | 2  | 9  | -7   |                                          |

|     | LAZ   | LMO   | MAR   | GAL   |
| --- | ----- | ----- | ----- | ----- |
| LAZ |       | 2 – 0 | 0 – 0 | 0 – 0 |
| LMO | 0 – 3 |       | 1 – 1 | 0 – 3 |
| MAR | 2 – 2 | 1 – 0 |       | 0 – 0 |
| GAL | 1 – 0 | 1 – 1 | 4 – 2 |       |

### Grupo F
| Equipo             | Pts. | PJ | PG | PE | PP | GF | GC | Dif. | Notas                                    |
| ------------------ | ---- | -- | -- | -- | -- | -- | -- | ---- | ---------------------------------------- |
| Estrella Roja      | 11   | 6  | 3  | 2  | 1  | 6  | 4  | 2    | Octavos de final                         |
| Braga              | 10   | 6  | 3  | 1  | 2  | 12 | 9  | 3    | Preliminar de octavos                    |
| Midtjylland        | 9    | 6  | 2  | 3  | 1  | 7  | 7  | 0    | Preliminar de octavos (Liga Conferencia) |
| Ludogorets Razgrad | 2    | 6  | 0  | 2  | 4  | 3  | 8  | -5   |                                          |

|     | BRA   | ZVE   | LUD   | MID   |
| --- | ----- | ----- | ----- | ----- |
| BRA |       | 1 – 1 | 4 – 2 | 3 – 1 |
| ZVE | 2 – 1 |       | 1 – 0 | 0 – 1 |
| LUD | 0 – 1 | 0 – 1 |       | 0 – 0 |
| MID | 3 – 2 | 1 – 1 | 1 – 1 |       |

### Grupo G
| Equipo           | Pts. | PJ | PG | PE | PP | GF | GC | Dif. | Notas                                    |
| ---------------- | ---- | -- | -- | -- | -- | -- | -- | ---- | ---------------------------------------- |
| Bayer Leverkusen | 13   | 6  | 4  | 1  | 1  | 14 | 5  | 9    | Octavos de final                         |
| Real Betis       | 10   | 6  | 3  | 1  | 2  | 12 | 12 | 0    | Preliminar de octavos                    |
| Celtic           | 9    | 6  | 3  | 0  | 3  | 13 | 15 | -2   | Preliminar de octavos (Liga Conferencia) |
| Ferencváros      | 3    | 6  | 1  | 0  | 5  | 5  | 12 | -7   |                                          |

|     | LEV   | CEL   | BET   | FER   |
| --- | ----- | ----- | ----- | ----- |
| LEV |       | 3 – 2 | 4 – 0 | 2 – 1 |
| CEL | 0 – 4 |       | 3 – 2 | 2 – 0 |
| BET | 1 – 1 | 4 – 3 |       | 2 – 0 |
| FER | 1 – 0 | 1 – 3 | 1 – 3 |       |

### Grupo H
| Equipo          | Pts. | PJ | PG | PE | PP | GF | GC | Dif. | Notas                                    |
| --------------- | ---- | -- | -- | -- | -- | -- | -- | ---- | ---------------------------------------- |
| West Ham United | 13   | 6  | 4  | 1  | 1  | 11 | 3  | 8    | Octavos de final                         |
| Dinamo Zagreb   | 10   | 6  | 3  | 1  | 2  | 9  | 6  | 3    | Preliminar de octavos                    |
| Rapid Viena     | 6    | 6  | 2  | 0  | 4  | 4  | 9  | -5   | Preliminar de octavos (Liga Conferencia) |
| Genk            | 5    | 6  | 1  | 2  | 3  | 4  | 10 | -6   |                                          |

|     | DZG   | GNK   | WHU   | RW    |
| --- | ----- | ----- | ----- | ----- |
| DZG |       | 1 – 1 | 0 – 2 | 3 – 1 |
| GNK | 0 – 3 |       | 2 – 2 | 0 – 1 |
| WHU | 0 – 1 | 3 – 0 |       | 2 – 0 |
| RW  | 2 – 1 | 0 – 1 | 0 – 2 |       |

### Equipos clasificados

#### Primeros y segundos lugares de la fase de grupos de la Liga Europa de la UEFA
| Grupo | Primer lugar        | Segundo lugar  |
| ----- | ------------------- | -------------- |
| A     | Olympique Lyon      | Rangers        |
| B     | Mónaco              | Real Sociedad  |
| C     | Spartak Moscú       | Napoli         |
| D     | Eintracht Fráncfort | Olympiakos     |
| E     | Galatasaray         | Lazio          |
| F     | Estrella Roja       | Sporting Braga |
| G     | Bayer Leverkusen    | Real Betis     |
| H     | West Ham United     | Dinamo Zagreb  |

#### Terceros lugares de la fase de grupos de la Liga de Campeones de la UEFA
| Grupo | Tercer lugar      |
| ----- | ----------------- |
| A     | RB Leipzig        |
| B     | Porto             |
| C     | Borussia Dortmund |
| D     | Sheriff Tiraspol  |
| E     | Barcelona         |
| F     | Atalanta          |
| G     | Sevilla           |
| H     | Zenit             |

## Fase eliminatoria
La Fase eliminatoria de la competición se disputa en enfrentamientos a doble partido, salvo la final, jugada a partido único. En caso de estar la eliminatoria empatada tras los 180 minutos de ambos partidos se disputará una prórroga de 30 minutos, y si esta sigue empatada al finalizar, la eliminatoria se decidirá en una tanda de penales. Debido al conflicto político entre Rusia y Ucrania; clubes de ambos países no se podían encontrar en esta ronda además de clubes del mismo grupo tampoco podían cruzarse en esta ronda.

### Cuadro de eliminatorias
|  | Ronda preliminar                                           | Ronda preliminar                                           | Ronda preliminar                                           | Ronda preliminar                                           | Ronda preliminar                                           |   |                  | Octavos de final                                       | Octavos de final                                       | Octavos de final                                       | Octavos de final                                       | Octavos de final                                       |   |  | Cuartos de final                                      | Cuartos de final                                      | Cuartos de final                                      | Cuartos de final                                      | Cuartos de final                                      |   |  | Semifinales                                          | Semifinales                                          | Semifinales                                          | Semifinales                                          | Semifinales                                          |  |  | Final                                                     | Final                                                     | Final                                                     |  |
|  | 17 de febrero de 2022 (ida) 24 de febrero de 2022 (vuelta) | 17 de febrero de 2022 (ida) 24 de febrero de 2022 (vuelta) | 17 de febrero de 2022 (ida) 24 de febrero de 2022 (vuelta) | 17 de febrero de 2022 (ida) 24 de febrero de 2022 (vuelta) | 17 de febrero de 2022 (ida) 24 de febrero de 2022 (vuelta) |   |                  | 10 de marzo de 2022 (ida) 17 de marzo de 2022 (vuelta) | 10 de marzo de 2022 (ida) 17 de marzo de 2022 (vuelta) | 10 de marzo de 2022 (ida) 17 de marzo de 2022 (vuelta) | 10 de marzo de 2022 (ida) 17 de marzo de 2022 (vuelta) | 10 de marzo de 2022 (ida) 17 de marzo de 2022 (vuelta) |   |  | 7 de abril de 2022 (ida) 14 de abril de 2022 (vuelta) | 7 de abril de 2022 (ida) 14 de abril de 2022 (vuelta) | 7 de abril de 2022 (ida) 14 de abril de 2022 (vuelta) | 7 de abril de 2022 (ida) 14 de abril de 2022 (vuelta) | 7 de abril de 2022 (ida) 14 de abril de 2022 (vuelta) |   |  | 28 de abril de 2022 (ida) 5 de mayo de 2022 (vuelta) | 28 de abril de 2022 (ida) 5 de mayo de 2022 (vuelta) | 28 de abril de 2022 (ida) 5 de mayo de 2022 (vuelta) | 28 de abril de 2022 (ida) 5 de mayo de 2022 (vuelta) | 28 de abril de 2022 (ida) 5 de mayo de 2022 (vuelta) |  |  | 18 de mayo de 2022 Estadio Ramón Sánchez-Pizjuán, Sevilla | 18 de mayo de 2022 Estadio Ramón Sánchez-Pizjuán, Sevilla | 18 de mayo de 2022 Estadio Ramón Sánchez-Pizjuán, Sevilla |  |
|  |                                                            |                                                            |                                                            |                                                            |                                                            |   |                  |                                                        |                                                        |                                                        |                                                        |                                                        |   |  |                                                       |                                                       |                                                       |                                                       |                                                       |   |  |                                                      |                                                      |                                                      |                                                      |                                                      |  |  |                                                           |                                                           |                                                           |  |
|  |                                                            |                                                            |                                                            |                                                            |                                                            |   |                  |                                                        |                                                        |                                                        |                                                        |                                                        |   |  |                                                       |                                                       |                                                       |                                                       |                                                       |   |  |                                                      |                                                      |                                                      |                                                      |                                                      |  |  |                                                           |                                                           |                                                           |  |
|  | Sevilla                                                    | Sevilla                                                    | 3                                                          | 0                                                          | 3                                                          |   |                  |                                                        |                                                        |                                                        |                                                        |                                                        |   |  |                                                       |                                                       |                                                       |                                                       |                                                       |   |  |                                                      |                                                      |                                                      |                                                      |                                                      |  |  |                                                           |                                                           |                                                           |  |
|  | Sevilla                                                    | Sevilla                                                    | 3                                                          | 0                                                          | 3                                                          |   |                  |                                                        |                                                        |                                                        |                                                        |                                                        |   |  |                                                       |                                                       |                                                       |                                                       |                                                       |   |  |                                                      |                                                      |                                                      |                                                      |                                                      |  |  |                                                           |                                                           |                                                           |  |
|  | Dinamo Zagreb                                              | Dinamo Zagreb                                              | 1                                                          | 1                                                          | 2                                                          |   |                  |                                                        |                                                        |                                                        |                                                        |                                                        |   |  |                                                       |                                                       |                                                       |                                                       |                                                       |   |  |                                                      |                                                      |                                                      |                                                      |                                                      |  |  |                                                           |                                                           |                                                           |  |
|  | Dinamo Zagreb                                              | Dinamo Zagreb                                              | 1                                                          | 1                                                          | 2                                                          |   | Sevilla          | Sevilla                                                | 1                                                      | 0                                                      | 1                                                      |                                                        |   |  |                                                       |                                                       |                                                       |                                                       |                                                       |   |  |                                                      |                                                      |                                                      |                                                      |                                                      |  |  |                                                           |                                                           |                                                           |  |
|  |                                                            |                                                            |                                                            |                                                            |                                                            |   | Sevilla          | Sevilla                                                | 1                                                      | 0                                                      | 1                                                      |                                                        |   |  |                                                       |                                                       |                                                       |                                                       |                                                       |   |  |                                                      |                                                      |                                                      |                                                      |                                                      |  |  |                                                           |                                                           |                                                           |  |
|  |                                                            |                                                            | West Ham United (t. s.)                                    | West Ham United (t. s.)                                    | 0                                                          | 2 | 2                |                                                        |                                                        |                                                        |                                                        |                                                        |   |  |                                                       |                                                       |                                                       |                                                       |                                                       |   |  |                                                      |                                                      |                                                      |                                                      |                                                      |  |  |                                                           |                                                           |                                                           |  |
|  |                                                            |                                                            | West Ham United (t. s.)                                    | West Ham United (t. s.)                                    | 0                                                          | 2 | 2                |                                                        |                                                        |                                                        |                                                        |                                                        |   |  |                                                       |                                                       |                                                       |                                                       |                                                       |   |  |                                                      |                                                      |                                                      |                                                      |                                                      |  |  |                                                           |                                                           |                                                           |  |
|  |                                                            |                                                            |                                                            |                                                            |                                                            |   |                  |                                                        |                                                        |                                                        |                                                        |                                                        |   |  |                                                       |                                                       |                                                       |                                                       |                                                       |   |  |                                                      |                                                      |                                                      |                                                      |                                                      |  |  |                                                           |                                                           |                                                           |  |
|  |                                                            |                                                            |                                                            |                                                            |                                                            |   |                  |                                                        |                                                        |                                                        |                                                        |                                                        |   |  |                                                       |                                                       |                                                       |                                                       |                                                       |   |  |                                                      |                                                      |                                                      |                                                      |                                                      |  |  |                                                           |                                                           |                                                           |  |
|  |                                                            |                                                            |                                                            |                                                            |                                                            |   |                  |                                                        | West Ham United                                        | West Ham United                                        | 1                                                      | 3                                                      | 4 |  |                                                       |                                                       |                                                       |                                                       |                                                       |   |  |                                                      |                                                      |                                                      |                                                      |                                                      |  |  |                                                           |                                                           |                                                           |  |
|  |                                                            |                                                            |                                                            |                                                            |                                                            |   |                  |                                                        |                                                        |                                                        |                                                        |                                                        | 4 |  |                                                       |                                                       |                                                       |                                                       |                                                       |   |  |                                                      |                                                      |                                                      |                                                      |                                                      |  |  |                                                           |                                                           |                                                           |  |
|  |                                                            |                                                            | Olympique de Lyon                                          | Olympique de Lyon                                          | 1                                                          | 0 | 1                |                                                        |                                                        |                                                        |                                                        |                                                        |   |  |                                                       |                                                       |                                                       |                                                       |                                                       |   |  |                                                      |                                                      |                                                      |                                                      |                                                      |  |  |                                                           |                                                           |                                                           |  |
|  | Porto                                                      | Porto                                                      | Olympique de Lyon                                          | Olympique de Lyon                                          | 1                                                          | 0 | 1                | 2                                                      | 2                                                      | 4                                                      |                                                        |                                                        |   |  |                                                       |                                                       |                                                       |                                                       |                                                       |   |  |                                                      |                                                      |                                                      |                                                      |                                                      |  |  |                                                           |                                                           |                                                           |  |
|  | Porto                                                      | Porto                                                      |                                                            |                                                            |                                                            |   |                  |                                                        |                                                        | 4                                                      |                                                        |                                                        |   |  |                                                       |                                                       |                                                       |                                                       |                                                       |   |  |                                                      |                                                      |                                                      |                                                      |                                                      |  |  |                                                           |                                                           |                                                           |  |
|  | Lazio                                                      | Lazio                                                      | 1                                                          | 2                                                          | 3                                                          |   |                  |                                                        |                                                        |                                                        |                                                        |                                                        |   |  |                                                       |                                                       |                                                       |                                                       |                                                       |   |  |                                                      |                                                      |                                                      |                                                      |                                                      |  |  |                                                           |                                                           |                                                           |  |
|  | Lazio                                                      | Lazio                                                      | 1                                                          | 2                                                          | 3                                                          |   | Porto            | Porto                                                  | 0                                                      | 1                                                      | 1                                                      |                                                        |   |  |                                                       |                                                       |                                                       |                                                       |                                                       |   |  |                                                      |                                                      |                                                      |                                                      |                                                      |  |  |                                                           |                                                           |                                                           |  |
|  |                                                            |                                                            |                                                            |                                                            |                                                            |   | Porto            | Porto                                                  | 0                                                      | 1                                                      | 1                                                      |                                                        |   |  |                                                       |                                                       |                                                       |                                                       |                                                       |   |  |                                                      |                                                      |                                                      |                                                      |                                                      |  |  |                                                           |                                                           |                                                           |  |
|  |                                                            |                                                            | Olympique de Lyon                                          | Olympique de Lyon                                          | 1                                                          | 1 | 2                |                                                        |                                                        |                                                        |                                                        |                                                        |   |  |                                                       |                                                       |                                                       |                                                       |                                                       |   |  |                                                      |                                                      |                                                      |                                                      |                                                      |  |  |                                                           |                                                           |                                                           |  |
|  |                                                            |                                                            | Olympique de Lyon                                          | Olympique de Lyon                                          | 1                                                          | 1 | 2                |                                                        |                                                        |                                                        |                                                        |                                                        |   |  |                                                       |                                                       |                                                       |                                                       |                                                       |   |  |                                                      |                                                      |                                                      |                                                      |                                                      |  |  |                                                           |                                                           |                                                           |  |
|  |                                                            |                                                            |                                                            |                                                            |                                                            |   |                  |                                                        |                                                        |                                                        |                                                        |                                                        |   |  |                                                       |                                                       |                                                       |                                                       |                                                       |   |  |                                                      |                                                      |                                                      |                                                      |                                                      |  |  |                                                           |                                                           |                                                           |  |
|  |                                                            |                                                            |                                                            |                                                            |                                                            |   |                  |                                                        |                                                        |                                                        |                                                        |                                                        |   |  |                                                       |                                                       |                                                       |                                                       |                                                       |   |  |                                                      |                                                      |                                                      |                                                      |                                                      |  |  |                                                           |                                                           |                                                           |  |
|  |                                                            |                                                            |                                                            |                                                            |                                                            |   |                  |                                                        |                                                        |                                                        |                                                        |                                                        |   |  |                                                       | West Ham United                                       | West Ham United                                       | 1                                                     | 0                                                     | 1 |  |                                                      |                                                      |                                                      |                                                      |                                                      |  |  |                                                           |                                                           |                                                           |  |
|  |                                                            |                                                            |                                                            |                                                            |                                                            |   |                  |                                                        |                                                        |                                                        |                                                        |                                                        |   |  |                                                       |                                                       |                                                       |                                                       |                                                       | 1 |  |                                                      |                                                      |                                                      |                                                      |                                                      |  |  |                                                           |                                                           |                                                           |  |
|  |                                                            |                                                            | Eintracht Fráncfort                                        | Eintracht Fráncfort                                        | 2                                                          | 1 | 3                |                                                        |                                                        |                                                        |                                                        |                                                        |   |  |                                                       |                                                       |                                                       |                                                       |                                                       |   |  |                                                      |                                                      |                                                      |                                                      |                                                      |  |  |                                                           |                                                           |                                                           |  |
|  | Zenit                                                      | Zenit                                                      | Eintracht Fráncfort                                        | Eintracht Fráncfort                                        | 2                                                          | 1 | 3                | 2                                                      | 0                                                      | 2                                                      |                                                        |                                                        |   |  |                                                       |                                                       |                                                       |                                                       |                                                       |   |  |                                                      |                                                      |                                                      |                                                      |                                                      |  |  |                                                           |                                                           |                                                           |  |
|  | Zenit                                                      | Zenit                                                      |                                                            |                                                            |                                                            |   |                  |                                                        |                                                        | 2                                                      |                                                        |                                                        |   |  |                                                       |                                                       |                                                       |                                                       |                                                       |   |  |                                                      |                                                      |                                                      |                                                      |                                                      |  |  |                                                           |                                                           |                                                           |  |
|  | Real Betis                                                 | Real Betis                                                 | 3                                                          | 0                                                          | 3                                                          |   |                  |                                                        |                                                        |                                                        |                                                        |                                                        |   |  |                                                       |                                                       |                                                       |                                                       |                                                       |   |  |                                                      |                                                      |                                                      |                                                      |                                                      |  |  |                                                           |                                                           |                                                           |  |
|  | Real Betis                                                 | Real Betis                                                 | 3                                                          | 0                                                          | 3                                                          |   | Real Betis       | Real Betis                                             | 1                                                      | 1                                                      | 2                                                      |                                                        |   |  |                                                       |                                                       |                                                       |                                                       |                                                       |   |  |                                                      |                                                      |                                                      |                                                      |                                                      |  |  |                                                           |                                                           |                                                           |  |
|  |                                                            |                                                            |                                                            |                                                            |                                                            |   | Real Betis       | Real Betis                                             | 1                                                      | 1                                                      | 2                                                      |                                                        |   |  |                                                       |                                                       |                                                       |                                                       |                                                       |   |  |                                                      |                                                      |                                                      |                                                      |                                                      |  |  |                                                           |                                                           |                                                           |  |
|  |                                                            |                                                            | Eintracht Fráncfort (t. s.)                                | Eintracht Fráncfort (t. s.)                                | 2                                                          | 1 | 3                |                                                        |                                                        |                                                        |                                                        |                                                        |   |  |                                                       |                                                       |                                                       |                                                       |                                                       |   |  |                                                      |                                                      |                                                      |                                                      |                                                      |  |  |                                                           |                                                           |                                                           |  |
|  |                                                            |                                                            | Eintracht Fráncfort (t. s.)                                | Eintracht Fráncfort (t. s.)                                | 2                                                          | 1 | 3                |                                                        |                                                        |                                                        |                                                        |                                                        |   |  |                                                       |                                                       |                                                       |                                                       |                                                       |   |  |                                                      |                                                      |                                                      |                                                      |                                                      |  |  |                                                           |                                                           |                                                           |  |
|  |                                                            |                                                            |                                                            |                                                            |                                                            |   |                  |                                                        |                                                        |                                                        |                                                        |                                                        |   |  |                                                       |                                                       |                                                       |                                                       |                                                       |   |  |                                                      |                                                      |                                                      |                                                      |                                                      |  |  |                                                           |                                                           |                                                           |  |
|  |                                                            |                                                            |                                                            |                                                            |                                                            |   |                  |                                                        |                                                        |                                                        |                                                        |                                                        |   |  |                                                       |                                                       |                                                       |                                                       |                                                       |   |  |                                                      |                                                      |                                                      |                                                      |                                                      |  |  |                                                           |                                                           |                                                           |  |
|  |                                                            |                                                            |                                                            |                                                            |                                                            |   |                  |                                                        | Eintracht Fráncfort                                    | Eintracht Fráncfort                                    | 1                                                      | 3                                                      | 4 |  |                                                       |                                                       |                                                       |                                                       |                                                       |   |  |                                                      |                                                      |                                                      |                                                      |                                                      |  |  |                                                           |                                                           |                                                           |  |
|  |                                                            |                                                            |                                                            |                                                            |                                                            |   |                  |                                                        |                                                        |                                                        |                                                        |                                                        | 4 |  |                                                       |                                                       |                                                       |                                                       |                                                       |   |  |                                                      |                                                      |                                                      |                                                      |                                                      |  |  |                                                           |                                                           |                                                           |  |
|  |                                                            |                                                            | Barcelona                                                  | Barcelona                                                  | 1                                                          | 2 | 3                |                                                        |                                                        |                                                        |                                                        |                                                        |   |  |                                                       |                                                       |                                                       |                                                       |                                                       |   |  |                                                      |                                                      |                                                      |                                                      |                                                      |  |  |                                                           |                                                           |                                                           |  |
|  | Barcelona                                                  | Barcelona                                                  | Barcelona                                                  | Barcelona                                                  | 1                                                          | 2 | 3                | 1                                                      | 4                                                      | 5                                                      |                                                        |                                                        |   |  |                                                       |                                                       |                                                       |                                                       |                                                       |   |  |                                                      |                                                      |                                                      |                                                      |                                                      |  |  |                                                           |                                                           |                                                           |  |
|  | Barcelona                                                  | Barcelona                                                  |                                                            |                                                            |                                                            |   |                  |                                                        |                                                        | 5                                                      |                                                        |                                                        |   |  |                                                       |                                                       |                                                       |                                                       |                                                       |   |  |                                                      |                                                      |                                                      |                                                      |                                                      |  |  |                                                           |                                                           |                                                           |  |
|  | Napoli                                                     | Napoli                                                     | 1                                                          | 2                                                          | 3                                                          |   |                  |                                                        |                                                        |                                                        |                                                        |                                                        |   |  |                                                       |                                                       |                                                       |                                                       |                                                       |   |  |                                                      |                                                      |                                                      |                                                      |                                                      |  |  |                                                           |                                                           |                                                           |  |
|  | Napoli                                                     | Napoli                                                     | 1                                                          | 2                                                          | 3                                                          |   | Barcelona        | Barcelona                                              | 0                                                      | 2                                                      | 2                                                      |                                                        |   |  |                                                       |                                                       |                                                       |                                                       |                                                       |   |  |                                                      |                                                      |                                                      |                                                      |                                                      |  |  |                                                           |                                                           |                                                           |  |
|  |                                                            |                                                            |                                                            |                                                            |                                                            |   | Barcelona        | Barcelona                                              | 0                                                      | 2                                                      | 2                                                      |                                                        |   |  |                                                       |                                                       |                                                       |                                                       |                                                       |   |  |                                                      |                                                      |                                                      |                                                      |                                                      |  |  |                                                           |                                                           |                                                           |  |
|  |                                                            |                                                            | Galatasaray                                                | Galatasaray                                                | 0                                                          | 1 | 1                |                                                        |                                                        |                                                        |                                                        |                                                        |   |  |                                                       |                                                       |                                                       |                                                       |                                                       |   |  |                                                      |                                                      |                                                      |                                                      |                                                      |  |  |                                                           |                                                           |                                                           |  |
|  |                                                            |                                                            | Galatasaray                                                | Galatasaray                                                | 0                                                          | 1 | 1                |                                                        |                                                        |                                                        |                                                        |                                                        |   |  |                                                       |                                                       |                                                       |                                                       |                                                       |   |  |                                                      |                                                      |                                                      |                                                      |                                                      |  |  |                                                           |                                                           |                                                           |  |
|  |                                                            |                                                            |                                                            |                                                            |                                                            |   |                  |                                                        |                                                        |                                                        |                                                        |                                                        |   |  |                                                       |                                                       |                                                       |                                                       |                                                       |   |  |                                                      |                                                      |                                                      |                                                      |                                                      |  |  |                                                           |                                                           |                                                           |  |
|  |                                                            |                                                            |                                                            |                                                            |                                                            |   |                  |                                                        |                                                        |                                                        |                                                        |                                                        |   |  |                                                       |                                                       |                                                       |                                                       |                                                       |   |  |                                                      |                                                      |                                                      |                                                      |                                                      |  |  |                                                           |                                                           |                                                           |  |
|  |                                                            |                                                            |                                                            |                                                            |                                                            |   |                  |                                                        |                                                        |                                                        |                                                        |                                                        |   |  |                                                       |                                                       |                                                       |                                                       |                                                       |   |  |                                                      | Eintracht Fráncfort (p.)                             | Eintracht Fráncfort (p.)                             | 1 (5)                                                |                                                      |  |  |                                                           |                                                           |                                                           |  |
|  |                                                            |                                                            |                                                            |                                                            |                                                            |   |                  |                                                        |                                                        |                                                        |                                                        |                                                        |   |  |                                                       |                                                       |                                                       |                                                       |                                                       |   |  |                                                      |                                                      |                                                      |                                                      |                                                      |  |  |                                                           |                                                           |                                                           |  |
|  |                                                            |                                                            | Rangers                                                    | Rangers                                                    | 1 (4)                                                      |   |                  |                                                        |                                                        |                                                        |                                                        |                                                        |   |  |                                                       |                                                       |                                                       |                                                       |                                                       |   |  |                                                      |                                                      |                                                      |                                                      |                                                      |  |  |                                                           |                                                           |                                                           |  |
|  | RB Leipzig                                                 | RB Leipzig                                                 | Rangers                                                    | Rangers                                                    | 1 (4)                                                      | 2 | 3                | 5                                                      |                                                        |                                                        |                                                        |                                                        |   |  |                                                       |                                                       |                                                       |                                                       |                                                       |   |  |                                                      |                                                      |                                                      |                                                      |                                                      |  |  |                                                           |                                                           |                                                           |  |
|  | RB Leipzig                                                 | RB Leipzig                                                 |                                                            |                                                            |                                                            |   |                  |                                                        |                                                        |                                                        |                                                        |                                                        |   |  |                                                       |                                                       |                                                       |                                                       |                                                       |   |  |                                                      |                                                      |                                                      |                                                      |                                                      |  |  |                                                           |                                                           |                                                           |  |
|  | Real Sociedad                                              | Real Sociedad                                              | 2                                                          | 1                                                          | 3                                                          |   |                  |                                                        |                                                        |                                                        |                                                        |                                                        |   |  |                                                       |                                                       |                                                       |                                                       |                                                       |   |  |                                                      |                                                      |                                                      |                                                      |                                                      |  |  |                                                           |                                                           |                                                           |  |
|  | Real Sociedad                                              | Real Sociedad                                              | 2                                                          | 1                                                          | 3                                                          |   | RB Leipzig (w/o) | RB Leipzig (w/o)                                       | –                                                      | –                                                      | –                                                      |                                                        |   |  |                                                       |                                                       |                                                       |                                                       |                                                       |   |  |                                                      |                                                      |                                                      |                                                      |                                                      |  |  |                                                           |                                                           |                                                           |  |
|  |                                                            |                                                            |                                                            |                                                            |                                                            |   | RB Leipzig (w/o) | RB Leipzig (w/o)                                       | –                                                      | –                                                      | –                                                      |                                                        |   |  |                                                       |                                                       |                                                       |                                                       |                                                       |   |  |                                                      |                                                      |                                                      |                                                      |                                                      |  |  |                                                           |                                                           |                                                           |  |
|  |                                                            |                                                            | Spartak de Moscú                                           | Spartak de Moscú                                           | –                                                          | – | –                |                                                        |                                                        |                                                        |                                                        |                                                        |   |  |                                                       |                                                       |                                                       |                                                       |                                                       |   |  |                                                      |                                                      |                                                      |                                                      |                                                      |  |  |                                                           |                                                           |                                                           |  |
|  |                                                            |                                                            | Spartak de Moscú                                           | Spartak de Moscú                                           | –                                                          | – | –                |                                                        |                                                        |                                                        |                                                        |                                                        |   |  |                                                       |                                                       |                                                       |                                                       |                                                       |   |  |                                                      |                                                      |                                                      |                                                      |                                                      |  |  |                                                           |                                                           |                                                           |  |
|  |                                                            |                                                            |                                                            |                                                            |                                                            |   |                  |                                                        |                                                        |                                                        |                                                        |                                                        |   |  |                                                       |                                                       |                                                       |                                                       |                                                       |   |  |                                                      |                                                      |                                                      |                                                      |                                                      |  |  |                                                           |                                                           |                                                           |  |
|  |                                                            |                                                            |                                                            |                                                            |                                                            |   |                  |                                                        |                                                        |                                                        |                                                        |                                                        |   |  |                                                       |                                                       |                                                       |                                                       |                                                       |   |  |                                                      |                                                      |                                                      |                                                      |                                                      |  |  |                                                           |                                                           |                                                           |  |
|  |                                                            |                                                            |                                                            |                                                            |                                                            |   |                  |                                                        | RB Leipzig                                             | RB Leipzig                                             | 1                                                      | 2                                                      | 3 |  |                                                       |                                                       |                                                       |                                                       |                                                       |   |  |                                                      |                                                      |                                                      |                                                      |                                                      |  |  |                                                           |                                                           |                                                           |  |
|  |                                                            |                                                            |                                                            |                                                            |                                                            |   |                  |                                                        |                                                        |                                                        |                                                        |                                                        | 3 |  |                                                       |                                                       |                                                       |                                                       |                                                       |   |  |                                                      |                                                      |                                                      |                                                      |                                                      |  |  |                                                           |                                                           |                                                           |  |
|  |                                                            |                                                            | Atalanta                                                   | Atalanta                                                   | 1                                                          | 0 | 1                |                                                        |                                                        |                                                        |                                                        |                                                        |   |  |                                                       |                                                       |                                                       |                                                       |                                                       |   |  |                                                      |                                                      |                                                      |                                                      |                                                      |  |  |                                                           |                                                           |                                                           |  |
|  | Atalanta                                                   | Atalanta                                                   | Atalanta                                                   | Atalanta                                                   | 1                                                          | 0 | 1                | 2                                                      | 3                                                      | 5                                                      |                                                        |                                                        |   |  |                                                       |                                                       |                                                       |                                                       |                                                       |   |  |                                                      |                                                      |                                                      |                                                      |                                                      |  |  |                                                           |                                                           |                                                           |  |
|  | Atalanta                                                   | Atalanta                                                   |                                                            |                                                            |                                                            |   |                  |                                                        |                                                        | 5                                                      |                                                        |                                                        |   |  |                                                       |                                                       |                                                       |                                                       |                                                       |   |  |                                                      |                                                      |                                                      |                                                      |                                                      |  |  |                                                           |                                                           |                                                           |  |
|  | Olympiakos                                                 | Olympiakos                                                 | 1                                                          | 0                                                          | 1                                                          |   |                  |                                                        |                                                        |                                                        |                                                        |                                                        |   |  |                                                       |                                                       |                                                       |                                                       |                                                       |   |  |                                                      |                                                      |                                                      |                                                      |                                                      |  |  |                                                           |                                                           |                                                           |  |
|  | Olympiakos                                                 | Olympiakos                                                 | 1                                                          | 0                                                          | 1                                                          |   | Atalanta         | Atalanta                                               | 3                                                      | 1                                                      | 4                                                      |                                                        |   |  |                                                       |                                                       |                                                       |                                                       |                                                       |   |  |                                                      |                                                      |                                                      |                                                      |                                                      |  |  |                                                           |                                                           |                                                           |  |
|  |                                                            |                                                            |                                                            |                                                            |                                                            |   | Atalanta         | Atalanta                                               | 3                                                      | 1                                                      | 4                                                      |                                                        |   |  |                                                       |                                                       |                                                       |                                                       |                                                       |   |  |                                                      |                                                      |                                                      |                                                      |                                                      |  |  |                                                           |                                                           |                                                           |  |
|  |                                                            |                                                            | Bayer Leverkusen                                           | Bayer Leverkusen                                           | 2                                                          | 0 | 2                |                                                        |                                                        |                                                        |                                                        |                                                        |   |  |                                                       |                                                       |                                                       |                                                       |                                                       |   |  |                                                      |                                                      |                                                      |                                                      |                                                      |  |  |                                                           |                                                           |                                                           |  |
|  |                                                            |                                                            | Bayer Leverkusen                                           | Bayer Leverkusen                                           | 2                                                          | 0 | 2                |                                                        |                                                        |                                                        |                                                        |                                                        |   |  |                                                       |                                                       |                                                       |                                                       |                                                       |   |  |                                                      |                                                      |                                                      |                                                      |                                                      |  |  |                                                           |                                                           |                                                           |  |
|  |                                                            |                                                            |                                                            |                                                            |                                                            |   |                  |                                                        |                                                        |                                                        |                                                        |                                                        |   |  |                                                       |                                                       |                                                       |                                                       |                                                       |   |  |                                                      |                                                      |                                                      |                                                      |                                                      |  |  |                                                           |                                                           |                                                           |  |
|  |                                                            |                                                            |                                                            |                                                            |                                                            |   |                  |                                                        |                                                        |                                                        |                                                        |                                                        |   |  |                                                       |                                                       |                                                       |                                                       |                                                       |   |  |                                                      |                                                      |                                                      |                                                      |                                                      |  |  |                                                           |                                                           |                                                           |  |
|  |                                                            |                                                            |                                                            |                                                            |                                                            |   |                  |                                                        |                                                        |                                                        |                                                        |                                                        |   |  |                                                       | RB Leipzig                                            | RB Leipzig                                            | 1                                                     | 1                                                     | 2 |  |                                                      |                                                      |                                                      |                                                      |                                                      |  |  |                                                           |                                                           |                                                           |  |
|  |                                                            |                                                            |                                                            |                                                            |                                                            |   |                  |                                                        |                                                        |                                                        |                                                        |                                                        |   |  |                                                       |                                                       |                                                       |                                                       |                                                       | 2 |  |                                                      |                                                      |                                                      |                                                      |                                                      |  |  |                                                           |                                                           |                                                           |  |
|  |                                                            |                                                            | Rangers                                                    | Rangers                                                    | 0                                                          | 3 | 3                |                                                        |                                                        |                                                        |                                                        |                                                        |   |  |                                                       |                                                       |                                                       |                                                       |                                                       |   |  |                                                      |                                                      |                                                      |                                                      |                                                      |  |  |                                                           |                                                           |                                                           |  |
|  | Sheriff Tiraspol                                           | Sheriff Tiraspol                                           | Rangers                                                    | Rangers                                                    | 0                                                          | 3 | 3                | 2                                                      | 0                                                      | 2 (2)                                                  |                                                        |                                                        |   |  |                                                       |                                                       |                                                       |                                                       |                                                       |   |  |                                                      |                                                      |                                                      |                                                      |                                                      |  |  |                                                           |                                                           |                                                           |  |
|  | Sheriff Tiraspol                                           | Sheriff Tiraspol                                           |                                                            |                                                            |                                                            |   |                  |                                                        |                                                        | 2 (2)                                                  |                                                        |                                                        |   |  |                                                       |                                                       |                                                       |                                                       |                                                       |   |  |                                                      |                                                      |                                                      |                                                      |                                                      |  |  |                                                           |                                                           |                                                           |  |
|  | Sporting Braga (p.)                                        | Sporting Braga (p.)                                        | 0                                                          | 2                                                          | 2 (3)                                                      |   |                  |                                                        |                                                        |                                                        |                                                        |                                                        |   |  |                                                       |                                                       |                                                       |                                                       |                                                       |   |  |                                                      |                                                      |                                                      |                                                      |                                                      |  |  |                                                           |                                                           |                                                           |  |
|  | Sporting Braga (p.)                                        | Sporting Braga (p.)                                        | 0                                                          | 2                                                          | 2 (3)                                                      |   | Sporting Braga   | Sporting Braga                                         | 2                                                      | 1                                                      | 3                                                      |                                                        |   |  |                                                       |                                                       |                                                       |                                                       |                                                       |   |  |                                                      |                                                      |                                                      |                                                      |                                                      |  |  |                                                           |                                                           |                                                           |  |
|  |                                                            |                                                            |                                                            |                                                            |                                                            |   | Sporting Braga   | Sporting Braga                                         | 2                                                      | 1                                                      | 3                                                      |                                                        |   |  |                                                       |                                                       |                                                       |                                                       |                                                       |   |  |                                                      |                                                      |                                                      |                                                      |                                                      |  |  |                                                           |                                                           |                                                           |  |
|  |                                                            |                                                            | Mónaco                                                     | Mónaco                                                     | 0                                                          | 1 | 1                |                                                        |                                                        |                                                        |                                                        |                                                        |   |  |                                                       |                                                       |                                                       |                                                       |                                                       |   |  |                                                      |                                                      |                                                      |                                                      |                                                      |  |  |                                                           |                                                           |                                                           |  |
|  |                                                            |                                                            | Mónaco                                                     | Mónaco                                                     | 0                                                          | 1 | 1                |                                                        |                                                        |                                                        |                                                        |                                                        |   |  |                                                       |                                                       |                                                       |                                                       |                                                       |   |  |                                                      |                                                      |                                                      |                                                      |                                                      |  |  |                                                           |                                                           |                                                           |  |
|  |                                                            |                                                            |                                                            |                                                            |                                                            |   |                  |                                                        |                                                        |                                                        |                                                        |                                                        |   |  |                                                       |                                                       |                                                       |                                                       |                                                       |   |  |                                                      |                                                      |                                                      |                                                      |                                                      |  |  |                                                           |                                                           |                                                           |  |
|  |                                                            |                                                            |                                                            |                                                            |                                                            |   |                  |                                                        |                                                        |                                                        |                                                        |                                                        |   |  |                                                       |                                                       |                                                       |                                                       |                                                       |   |  |                                                      |                                                      |                                                      |                                                      |                                                      |  |  |                                                           |                                                           |                                                           |  |
|  |                                                            |                                                            |                                                            |                                                            |                                                            |   |                  |                                                        | Sporting Braga                                         | Sporting Braga                                         | 1                                                      | 1                                                      | 2 |  |                                                       |                                                       |                                                       |                                                       |                                                       |   |  |                                                      |                                                      |                                                      |                                                      |                                                      |  |  |                                                           |                                                           |                                                           |  |
|  |                                                            |                                                            |                                                            |                                                            |                                                            |   |                  |                                                        |                                                        |                                                        |                                                        |                                                        | 2 |  |                                                       |                                                       |                                                       |                                                       |                                                       |   |  |                                                      |                                                      |                                                      |                                                      |                                                      |  |  |                                                           |                                                           |                                                           |  |
|  |                                                            |                                                            | Rangers (t. s.)                                            | Rangers (t. s.)                                            | 0                                                          | 3 | 3                |                                                        |                                                        |                                                        |                                                        |                                                        |   |  |                                                       |                                                       |                                                       |                                                       |                                                       |   |  |                                                      |                                                      |                                                      |                                                      |                                                      |  |  |                                                           |                                                           |                                                           |  |
|  | Borussia Dortmund                                          | Borussia Dortmund                                          | Rangers (t. s.)                                            | Rangers (t. s.)                                            | 0                                                          | 3 | 3                | 2                                                      | 2                                                      | 4                                                      |                                                        |                                                        |   |  |                                                       |                                                       |                                                       |                                                       |                                                       |   |  |                                                      |                                                      |                                                      |                                                      |                                                      |  |  |                                                           |                                                           |                                                           |  |
|  | Borussia Dortmund                                          | Borussia Dortmund                                          |                                                            |                                                            |                                                            |   |                  |                                                        |                                                        | 4                                                      |                                                        |                                                        |   |  |                                                       |                                                       |                                                       |                                                       |                                                       |   |  |                                                      |                                                      |                                                      |                                                      |                                                      |  |  |                                                           |                                                           |                                                           |  |
|  | Rangers                                                    | Rangers                                                    | 4                                                          | 2                                                          | 6                                                          |   |                  |                                                        |                                                        |                                                        |                                                        |                                                        |   |  |                                                       |                                                       |                                                       |                                                       |                                                       |   |  |                                                      |                                                      |                                                      |                                                      |                                                      |  |  |                                                           |                                                           |                                                           |  |
|  | Rangers                                                    | Rangers                                                    | 4                                                          | 2                                                          | 6                                                          |   | Rangers          | Rangers                                                | 3                                                      | 1                                                      | 4                                                      |                                                        |   |  |                                                       |                                                       |                                                       |                                                       |                                                       |   |  |                                                      |                                                      |                                                      |                                                      |                                                      |  |  |                                                           |                                                           |                                                           |  |
|  |                                                            |                                                            |                                                            |                                                            |                                                            |   | Rangers          | Rangers                                                | 3                                                      | 1                                                      | 4                                                      |                                                        |   |  |                                                       |                                                       |                                                       |                                                       |                                                       |   |  |                                                      |                                                      |                                                      |                                                      |                                                      |  |  |                                                           |                                                           |                                                           |  |
|  |                                                            |                                                            | Estrella Roja                                              | Estrella Roja                                              | 0                                                          | 2 | 2                |                                                        |                                                        |                                                        |                                                        |                                                        |   |  |                                                       |                                                       |                                                       |                                                       |                                                       |   |  |                                                      |                                                      |                                                      |                                                      |                                                      |  |  |                                                           |                                                           |                                                           |  |
|  |                                                            |                                                            | Estrella Roja                                              | Estrella Roja                                              | 0                                                          | 2 | 2                |                                                        |                                                        |                                                        |                                                        |                                                        |   |  |                                                       |                                                       |                                                       |                                                       |                                                       |   |  |                                                      |                                                      |                                                      |                                                      |                                                      |  |  |                                                           |                                                           |                                                           |  |
|  |                                                            |                                                            |                                                            |                                                            |                                                            |   |                  |                                                        |                                                        |                                                        |                                                        |                                                        |   |  |                                                       |                                                       |                                                       |                                                       |                                                       |   |  |                                                      |                                                      |                                                      |                                                      |                                                      |  |  |                                                           |                                                           |                                                           |  |
|  |                                                            |                                                            |                                                            |                                                            |                                                            |   |                  |                                                        |                                                        |                                                        |                                                        |                                                        |   |  |                                                       |                                                       |                                                       |                                                       |                                                       |   |  |                                                      |                                                      |                                                      |                                                      |                                                      |  |  |                                                           |                                                           |                                                           |  |
|  |                                                            |                                                            |                                                            |                                                            |                                                            |   |                  |                                                        |                                                        |                                                        |                                                        |                                                        |   |  |                                                       |                                                       |                                                       |                                                       |                                                       |   |  |                                                      |                                                      |                                                      |                                                      |                                                      |  |  |                                                           |                                                           |                                                           |  |
|  |                                                            |                                                            |                                                            |                                                            |                                                            |   |                  |                                                        |                                                        |                                                        |                                                        |                                                        |   |  |                                                       |                                                       |                                                       |                                                       |                                                       |   |  |                                                      |                                                      |                                                      |                                                      |                                                      |  |  |                                                           |                                                           |                                                           |  |

### Ronda preliminar de la fase eliminatoria
Participan un total de 16 equipos, 8 segundos de la Fase de grupos y 8 terceros de la Liga de Campeones de la UEFA 2021-22.
| Equipo 1          | Agr.           | Equipo 2      | Ida | Vuelta |
| ----------------- | -------------- | ------------- | --- | ------ |
| Sevilla           | 3–2            | Dinamo Zagreb | 3–1 | 0–1    |
| Atalanta          | 5–1            | Olympiakos    | 2–1 | 3–0    |
| Leipzig           | 5–3            | Real Sociedad | 2–2 | 3–1    |
| Barcelona         | 5–3            | Napoli        | 1–1 | 4–2    |
| Zenit             | 2–3            | Real Betis    | 2–3 | 0–0    |
| Borussia Dortmund | 4–6            | Rangers       | 2–4 | 2–2    |
| Sheriff Tiraspol  | 2–2 (2:3 pen.) | Braga         | 2–0 | 0–2    |
| Porto             | 4–3            | Lazio         | 2–1 | 2–2    |

### Octavos de final
Participan un total de 16 equipos, 8 equipos campeones de la Fase de grupos y 8 ganadores de la Ronda preliminar de la Fase eliminatoria.
| Equipo 1   | Agr.        | Equipo 2            | Ida | Vuelta |
| ---------- | ----------- | ------------------- | --- | ------ |
| Rangers    | 4–2         | Estrella Roja       | 3–0 | 1–2    |
| Braga      | 3–1         | Mónaco              | 2–0 | 1–1    |
| Porto      | 1–2         | Olympique Lyon      | 0–1 | 1–1    |
| Atalanta   | 4–2         | Bayer Leverkusen    | 3–2 | 1–0    |
| Sevilla    | 1–2 (t. s.) | West Ham United     | 1–0 | 0–2    |
| Barcelona  | 2–1         | Galatasaray         | 0–0 | 2–1    |
| Leipzig    | w/o         | Spartak Moscú       | –   | –      |
| Real Betis | 2–3 (t. s.) | Eintracht Fráncfort | 1–2 | 1–1    |

### Cuartos de final
Participan un total de 8 equipos.
| Equipo 1            | Agr.        | Equipo 2       | Ida | Vuelta |
| ------------------- | ----------- | -------------- | --- | ------ |
| Leipzig             | 3–1         | Atalanta       | 1–1 | 2–0    |
| Eintracht Fráncfort | 4–3         | Barcelona      | 1–1 | 3–2    |
| West Ham United     | 4–1         | Olympique Lyon | 1–1 | 3–0    |
| Braga               | 2–3 (t. s.) | Rangers        | 1–0 | 1–3    |

### Semifinales
Participan un total de 4 equipos.
| Equipo 1        | Agr. | Equipo 2            | Ida | Vuelta |
| --------------- | ---- | ------------------- | --- | ------ |
| Leipzig         | 2–3  | Rangers             | 1–0 | 1–3    |
| West Ham United | 1–3  | Eintracht Fráncfort | 1–2 | 0–1    |

### Final
| 1     | POR   | Kevin Trapp      |      |
| 35    | DEF   | Tuta             | 58'  |
| 18    | DEF   | Almamy Touré     |      |
| 2     | DEF   | Evan N'Dicka     | 100' |
| 36    | MED   | Ansgar Knauff    |      |
| 8     | MED   | Djibril Sow      | 106' |
| 17    | MED   | Sebastian Rode   | 90'  |
| 10    | MED   | Filip Kostić     |      |
| 29    | MED   | Jesper Lindstrøm | 70'  |
| 15    | MED   | Daichi Kamada    |      |
| 19    | DEL   | Rafael Borré     |      |
| D. T. | D. T. | Oliver Glasner   |      |

| 1     | POR   | Allan McGregor           |      |
| 2     | DEF   | James Tavernier          |      |
| 6     | DEF   | Connor Goldson           |      |
| 3     | DEF   | Calvin Bassey            |      |
| 31    | DEF   | Borna Barišić            | 117' |
| 8     | MED   | Ryan Jack                | 74'  |
| 4     | MED   | John Lundstram           |      |
| 14    | MED   | Ryan Kent                |      |
| 23    | MED   | Scott Wright             | 74'  |
| 18    | MED   | Glen Kamara              | 91'  |
| 17    | DEL   | Joe Aribo                | 101' |
| D. T. | D. T. | Giovanni van Bronckhorst |      |

| 20 | MED | Makoto Hasebe     | 58'  |
| 23 | DEL | Jens Petter Hauge | 70'  |
| 6  | MED | Kristijan Jakić   | 90'  |
| 25 | DEF | Christopher Lenz  | 100' |
| 7  | MED | Ajdin Hrustic     | 106' |

| 10 | MED | Steven Davis        | 74'  |
| 30 | DEL | Fashion Sakala 117' | 74'  |
| 37 | MED | Scott Arfield       | 91'  |
| 19 | MED | James Sands         | 101' |
| 25 | DEL | Kemar Roofe         | 117' |
| 16 | MED | Aaron Ramsey        | 117' |

| 69' | Rafael Borré | 1:1 |

| 57' | Joe Aribo | 0:1 |

| Acierto de penal · Acierto de penal · Acierto de penal · Acierto de penal · Acierto de penal | Christopher Lenz Ajdin Hrustic Daichi Kamada Filip Kostić Rafael Borré | 1:1 2:2 3:3 4:3 5:4 |

| Acierto de penal · Acierto de penal · Acierto de penal · Fallo de penal · Acierto de penal | James Tavernier Steven Davis Scott Arfield Aaron Ramsey Kemar Roofe | 0:1 1:2 2:3 3:3 4:4 |

| 62' · 73' | Joe Aribo Scott Wright |

| Principal  | Slavko Vinčić   |
| Asistentes | Tomaž Klančnik  |
|            | Andraž Kovačič  |
| Cuarto     | Srđan Jovanović |

| VAR            | Pol van Boekel                 |
| Asistentes VAR | Jure Praprotnik                |
|                | Alejandro Hernández Hernández  |
|                | Roberto Díaz Pérez del Palomar |

|                    |     |     |
| Tiros              | 22  | 14  |
| Tiros a puerta     | 4   | 6   |
| Faltas             | 18  | 10  |
| Saques de esquina  | 11  | 2   |
| Fueras de juego    | 2   | 2   |
| Posesión del balón | 46% | 54% |

| Alineación inicial |

| 1     | POR   | Kevin Trapp      |      |
| 35    | DEF   | Tuta             | 58'  |
| 18    | DEF   | Almamy Touré     |      |
| 2     | DEF   | Evan N'Dicka     | 100' |
| 36    | MED   | Ansgar Knauff    |      |
| 8     | MED   | Djibril Sow      | 106' |
| 17    | MED   | Sebastian Rode   | 90'  |
| 10    | MED   | Filip Kostić     |      |
| 29    | MED   | Jesper Lindstrøm | 70'  |
| 15    | MED   | Daichi Kamada    |      |
| 19    | DEL   | Rafael Borré     |      |
| D. T. | D. T. | Oliver Glasner   |      |

| 1     | POR   | Allan McGregor           |      |
| 2     | DEF   | James Tavernier          |      |
| 6     | DEF   | Connor Goldson           |      |
| 3     | DEF   | Calvin Bassey            |      |
| 31    | DEF   | Borna Barišić            | 117' |
| 8     | MED   | Ryan Jack                | 74'  |
| 4     | MED   | John Lundstram           |      |
| 14    | MED   | Ryan Kent                |      |
| 23    | MED   | Scott Wright             | 74'  |
| 18    | MED   | Glen Kamara              | 91'  |
| 17    | DEL   | Joe Aribo                | 101' |
| D. T. | D. T. | Giovanni van Bronckhorst |      |

| 20 | MED | Makoto Hasebe     | 58'  |
| 23 | DEL | Jens Petter Hauge | 70'  |
| 6  | MED | Kristijan Jakić   | 90'  |
| 25 | DEF | Christopher Lenz  | 100' |
| 7  | MED | Ajdin Hrustic     | 106' |

| 10 | MED | Steven Davis        | 74'  |
| 30 | DEL | Fashion Sakala 117' | 74'  |
| 37 | MED | Scott Arfield       | 91'  |
| 19 | MED | James Sands         | 101' |
| 25 | DEL | Kemar Roofe         | 117' |
| 16 | MED | Aaron Ramsey        | 117' |

| 69' | Rafael Borré | 1:1 |

| 57' | Joe Aribo | 0:1 |

| Acierto de penal · Acierto de penal · Acierto de penal · Acierto de penal · Acierto de penal | Christopher Lenz Ajdin Hrustic Daichi Kamada Filip Kostić Rafael Borré | 1:1 2:2 3:3 4:3 5:4 |

| Acierto de penal · Acierto de penal · Acierto de penal · Fallo de penal · Acierto de penal | James Tavernier Steven Davis Scott Arfield Aaron Ramsey Kemar Roofe | 0:1 1:2 2:3 3:3 4:4 |

| 62' · 73' | Joe Aribo Scott Wright |

| Principal  | Slavko Vinčić   |
| Asistentes | Tomaž Klančnik  |
|            | Andraž Kovačič  |
| Cuarto     | Srđan Jovanović |

| VAR            | Pol van Boekel                 |
| Asistentes VAR | Jure Praprotnik                |
|                | Alejandro Hernández Hernández  |
|                | Roberto Díaz Pérez del Palomar |

|                    |     |     |
| Tiros              | 22  | 14  |
| Tiros a puerta     | 4   | 6   |
| Faltas             | 18  | 10  |
| Saques de esquina  | 11  | 2   |
| Fueras de juego    | 2   | 2   |
| Posesión del balón | 46% | 54% |

| Alineación inicial |

| 1     | POR   | Kevin Trapp      |      |
| 35    | DEF   | Tuta             | 58'  |
| 18    | DEF   | Almamy Touré     |      |
| 2     | DEF   | Evan N'Dicka     | 100' |
| 36    | MED   | Ansgar Knauff    |      |
| 8     | MED   | Djibril Sow      | 106' |
| 17    | MED   | Sebastian Rode   | 90'  |
| 10    | MED   | Filip Kostić     |      |
| 29    | MED   | Jesper Lindstrøm | 70'  |
| 15    | MED   | Daichi Kamada    |      |
| 19    | DEL   | Rafael Borré     |      |
| D. T. | D. T. | Oliver Glasner   |      |

| 1     | POR   | Allan McGregor           |      |
| 2     | DEF   | James Tavernier          |      |
| 6     | DEF   | Connor Goldson           |      |
| 3     | DEF   | Calvin Bassey            |      |
| 31    | DEF   | Borna Barišić            | 117' |
| 8     | MED   | Ryan Jack                | 74'  |
| 4     | MED   | John Lundstram           |      |
| 14    | MED   | Ryan Kent                |      |
| 23    | MED   | Scott Wright             | 74'  |
| 18    | MED   | Glen Kamara              | 91'  |
| 17    | DEL   | Joe Aribo                | 101' |
| D. T. | D. T. | Giovanni van Bronckhorst |      |

| 20 | MED | Makoto Hasebe     | 58'  |
| 23 | DEL | Jens Petter Hauge | 70'  |
| 6  | MED | Kristijan Jakić   | 90'  |
| 25 | DEF | Christopher Lenz  | 100' |
| 7  | MED | Ajdin Hrustic     | 106' |

| 10 | MED | Steven Davis        | 74'  |
| 30 | DEL | Fashion Sakala 117' | 74'  |
| 37 | MED | Scott Arfield       | 91'  |
| 19 | MED | James Sands         | 101' |
| 25 | DEL | Kemar Roofe         | 117' |
| 16 | MED | Aaron Ramsey        | 117' |

| 69' | Rafael Borré | 1:1 |

| 57' | Joe Aribo | 0:1 |

| Acierto de penal · Acierto de penal · Acierto de penal · Acierto de penal · Acierto de penal | Christopher Lenz Ajdin Hrustic Daichi Kamada Filip Kostić Rafael Borré | 1:1 2:2 3:3 4:3 5:4 |

| Acierto de penal · Acierto de penal · Acierto de penal · Fallo de penal · Acierto de penal | James Tavernier Steven Davis Scott Arfield Aaron Ramsey Kemar Roofe | 0:1 1:2 2:3 3:3 4:4 |

| 62' · 73' | Joe Aribo Scott Wright |

| Principal  | Slavko Vinčić   |
| Asistentes | Tomaž Klančnik  |
|            | Andraž Kovačič  |
| Cuarto     | Srđan Jovanović |

| VAR            | Pol van Boekel                 |
| Asistentes VAR | Jure Praprotnik                |
|                | Alejandro Hernández Hernández  |
|                | Roberto Díaz Pérez del Palomar |

|                    |     |     |
| Tiros              | 22  | 14  |
| Tiros a puerta     | 4   | 6   |
| Faltas             | 18  | 10  |
| Saques de esquina  | 11  | 2   |
| Fueras de juego    | 2   | 2   |
| Posesión del balón | 46% | 54% |

| Alineación inicial |

| 1     | POR   | Kevin Trapp      |      |
| 35    | DEF   | Tuta             | 58'  |
| 18    | DEF   | Almamy Touré     |      |
| 2     | DEF   | Evan N'Dicka     | 100' |
| 36    | MED   | Ansgar Knauff    |      |
| 8     | MED   | Djibril Sow      | 106' |
| 17    | MED   | Sebastian Rode   | 90'  |
| 10    | MED   | Filip Kostić     |      |
| 29    | MED   | Jesper Lindstrøm | 70'  |
| 15    | MED   | Daichi Kamada    |      |
| 19    | DEL   | Rafael Borré     |      |
| D. T. | D. T. | Oliver Glasner   |      |

| 1     | POR   | Allan McGregor           |      |
| 2     | DEF   | James Tavernier          |      |
| 6     | DEF   | Connor Goldson           |      |
| 3     | DEF   | Calvin Bassey            |      |
| 31    | DEF   | Borna Barišić            | 117' |
| 8     | MED   | Ryan Jack                | 74'  |
| 4     | MED   | John Lundstram           |      |
| 14    | MED   | Ryan Kent                |      |
| 23    | MED   | Scott Wright             | 74'  |
| 18    | MED   | Glen Kamara              | 91'  |
| 17    | DEL   | Joe Aribo                | 101' |
| D. T. | D. T. | Giovanni van Bronckhorst |      |

| 20 | MED | Makoto Hasebe     | 58'  |
| 23 | DEL | Jens Petter Hauge | 70'  |
| 6  | MED | Kristijan Jakić   | 90'  |
| 25 | DEF | Christopher Lenz  | 100' |
| 7  | MED | Ajdin Hrustic     | 106' |

| 10 | MED | Steven Davis        | 74'  |
| 30 | DEL | Fashion Sakala 117' | 74'  |
| 37 | MED | Scott Arfield       | 91'  |
| 19 | MED | James Sands         | 101' |
| 25 | DEL | Kemar Roofe         | 117' |
| 16 | MED | Aaron Ramsey        | 117' |

| 69' | Rafael Borré | 1:1 |

| 57' | Joe Aribo | 0:1 |

| Acierto de penal · Acierto de penal · Acierto de penal · Acierto de penal · Acierto de penal | Christopher Lenz Ajdin Hrustic Daichi Kamada Filip Kostić Rafael Borré | 1:1 2:2 3:3 4:3 5:4 |

| Acierto de penal · Acierto de penal · Acierto de penal · Fallo de penal · Acierto de penal | James Tavernier Steven Davis Scott Arfield Aaron Ramsey Kemar Roofe | 0:1 1:2 2:3 3:3 4:4 |

| 62' · 73' | Joe Aribo Scott Wright |

| Principal  | Slavko Vinčić   |
| Asistentes | Tomaž Klančnik  |
|            | Andraž Kovačič  |
| Cuarto     | Srđan Jovanović |

| VAR            | Pol van Boekel                 |
| Asistentes VAR | Jure Praprotnik                |
|                | Alejandro Hernández Hernández  |
|                | Roberto Díaz Pérez del Palomar |

|                    |     |     |
| Tiros              | 22  | 14  |
| Tiros a puerta     | 4   | 6   |
| Faltas             | 18  | 10  |
| Saques de esquina  | 11  | 2   |
| Fueras de juego    | 2   | 2   |
| Posesión del balón | 46% | 54% |

| Alineación inicial |

|                                        |
| Bandera de Alemania                    |
| Campeón Eintracht Frankfurt 2.º título |

## Estadísticas

### Tabla de goleadores
Nota: No contabilizados los partidos y goles en rondas previas.
Los jugadores igualados en goles marcados se ordenan primero en asistencias y luego en menor número de minutos jugados.
| \| Pos. \| Jugador \| Goles \| Part. (Min.) \| Prom. \| \| Club \| \| ---- \| ------------------ \| ----- \| ------------ \| ----- \| \| ---------------------- \| \| 1 \| James Tavernier \| 7 \| 14 (1320') \| 0.5 \| \| Rangers F. C. \| \| 2 \| Karl Toko Ekambi \| 6 \| 10 (583') \| 0.6 \| \| Olympique Lyonnais \| \| = \| Galeno \| 6 \| 10 (657') \| 0.6 \| \| F. C. Oporto[n. 2] \| \| 4 \| Daichi Kamada \| 5 \| 13 (1108') \| 0.38 \| \| Eintracht Fráncfort \| \| = \| Patson Daka \| 5 \| 6 (416') \| 0.83 \| \| Leicester City F. C. \| \| 6 \| Ricardo Horta \| 4 \| 12 (1119') \| 0.33 \| \| S. C. Braga \| \| = \| Moussa Diaby \| 4 \| 8 (623') \| 0.5 \| \| Bayer Leverkusen \| \| = \| Borja Iglesias \| 4 \| 10 (556') \| 0.4 \| \| Real Betis \| \| = \| Mislav Oršić \| 4 \| 8 (672') \| 0.5 \| \| G. N. K. Dinamo Zagreb \| \| = \| Alfredo Morelos \| 4 \| 9 (680') \| 0.44 \| \| Rangers F. C. \| \| = \| Rafael Borré \| 4 \| 13 (1093') \| 0.31 \| \| Eintracht Fráncfort \| \| = \| Christopher Nkunku \| 4 \| 6 (526') \| 0.67 \| \| R. B. Leipzig \| \| = \| Aleksandr Sobolev \| 4 \| 5 (311') \| 0.8 \| \| F. C. Spartak Moskva \| \| = \| Ciro Immobile \| 4 \| 7 (524') \| 0.57 \| \| S. S. Lazio \| \| = \| Victor Osimhen \| 4 \| 5 (321') \| 0.8 \| \| S. S. C. Napoli \| \| = \| Arkadiusz Milik \| 4 \| 5 (351') \| 0.8 \| \| Olympique de Marsella \| \| = \| Elif Elmas \| 4 \| 8 (617') \| 0.5 \| \| S. S. C. Napoli \| Actualizado al último partido disputado el 18 de mayo de 2022 (de acuerdo a la página oficial de la competición). |                    |       |              |       |  |                        |
| Pos. | Jugador            | Goles | Part. (Min.) | Prom. |  | Club                   |
| 1 | James Tavernier    | 7     | 14 (1320')   | 0.5   |  | Rangers F. C.          |
| 2 | Karl Toko Ekambi   | 6     | 10 (583')    | 0.6   |  | Olympique Lyonnais     |
| = | Galeno             | 6     | 10 (657')    | 0.6   |  | F. C. Oporto           |
| 4 | Daichi Kamada      | 5     | 13 (1108')   | 0.38  |  | Eintracht Fráncfort    |
| = | Patson Daka        | 5     | 6 (416')     | 0.83  |  | Leicester City F. C.   |
| 6 | Ricardo Horta      | 4     | 12 (1119')   | 0.33  |  | S. C. Braga            |
| = | Moussa Diaby       | 4     | 8 (623')     | 0.5   |  | Bayer Leverkusen       |
| = | Borja Iglesias     | 4     | 10 (556')    | 0.4   |  | Real Betis             |
| = | Mislav Oršić       | 4     | 8 (672')     | 0.5   |  | G. N. K. Dinamo Zagreb |
| = | Alfredo Morelos    | 4     | 9 (680')     | 0.44  |  | Rangers F. C.          |
| = | Rafael Borré       | 4     | 13 (1093')   | 0.31  |  | Eintracht Fráncfort    |
| = | Christopher Nkunku | 4     | 6 (526')     | 0.67  |  | R. B. Leipzig          |
| = | Aleksandr Sobolev  | 4     | 5 (311')     | 0.8   |  | F. C. Spartak Moskva   |
| = | Ciro Immobile      | 4     | 7 (524')     | 0.57  |  | S. S. Lazio            |
| = | Victor Osimhen     | 4     | 5 (321')     | 0.8   |  | S. S. C. Napoli        |
| = | Arkadiusz Milik    | 4     | 5 (351')     | 0.8   |  | Olympique de Marsella  |
| = | Elif Elmas         | 4     | 8 (617')     | 0.5   |  | S. S. C. Napoli        |

### Tabla de asistencias
| \| Pos. \| Jugador \| Asist. \| Part. (Min.) \| Prom. \| Club \| \| ---- \| ----------------- \| ------ \| ------------ \| ----- \| --------------------- \| \| 1 \| Filip Kostić \| 6 \| 12 (1140') \| 0.42 \| Eintracht Fráncfort \| \| 2 \| Florian Wirtz \| 4 \| 6 (437') \| 0.67 \| Bayer Leverkusen \| \| = \| Ricardo Horta \| 4 \| 12 (1119') \| 0.33 \| S. C. Braga \| \| = \| Iuri Medeiros \| 4 \| 11 (674') \| 0.36 \| S. C. Braga \| \| 5 \| Joe Aribo \| 3 \| 15 (1111') \| 0.2 \| Rangers F. C. \| \| = \| Pablo Fornals \| 3 \| 12 (714') \| 0.25 \| West Ham United F. C. \| \| = \| Kelechi Iheanacho \| 3 \| 4 (273') \| 0.75 \| Leicester City F. C. \| \| = \| Aleksandr Golovin \| 3 \| 7 (331') \| 0.43 \| A. S. Monaco \| \| = \| Andrea Petagna \| 3 \| 7 (340') \| 0.43 \| S. S. C. Napoli \| \| = \| Mario Götze \| 3 \| 5 (421') \| 0.6 \| PSV Eindhoven \| \| = \| Sergio Canales \| 3 \| 8 (495') \| 0.5 \| Real Betis \| \| = \| Victor Moses \| 3 \| 6 (525') \| 0.5 \| Spartak Moscú \| \| = \| Nabil Fekir \| 3 \| 7 (596') \| 0.43 \| Real Betis \| \| = \| Moussa Diaby \| 3 \| 8 (623') \| 0.38 \| Bayer Leverkusen \| \| = \| Ryan Kent \| 3 \| 13 (1143') \| 0.23 \| Rangers F. C. \| \| = \| Angeliño \| 3 \| 6 (467') \| 0.5 \| R. B. Leipzig \| Actualizado al último partido disputado el 18 de mayo de 2022 (de acuerdo a la página oficial de la competición). |                   |        |              |       |                       |
| Pos. | Jugador           | Asist. | Part. (Min.) | Prom. | Club                  |
| 1 | Filip Kostić      | 6      | 12 (1140')   | 0.42  | Eintracht Fráncfort   |
| 2 | Florian Wirtz     | 4      | 6 (437')     | 0.67  | Bayer Leverkusen      |
| = | Ricardo Horta     | 4      | 12 (1119')   | 0.33  | S. C. Braga           |
| = | Iuri Medeiros     | 4      | 11 (674')    | 0.36  | S. C. Braga           |
| 5 | Joe Aribo         | 3      | 15 (1111')   | 0.2   | Rangers F. C.         |
| = | Pablo Fornals     | 3      | 12 (714')    | 0.25  | West Ham United F. C. |
| = | Kelechi Iheanacho | 3      | 4 (273')     | 0.75  | Leicester City F. C.  |
| = | Aleksandr Golovin | 3      | 7 (331')     | 0.43  | A. S. Monaco          |
| = | Andrea Petagna    | 3      | 7 (340')     | 0.43  | S. S. C. Napoli       |
| = | Mario Götze       | 3      | 5 (421')     | 0.6   | PSV Eindhoven         |
| = | Sergio Canales    | 3      | 8 (495')     | 0.5   | Real Betis            |
| = | Victor Moses      | 3      | 6 (525')     | 0.5   | Spartak Moscú         |
| = | Nabil Fekir       | 3      | 7 (596')     | 0.43  | Real Betis            |
| = | Moussa Diaby      | 3      | 8 (623')     | 0.38  | Bayer Leverkusen      |
| = | Ryan Kent         | 3      | 13 (1143')   | 0.23  | Rangers F. C.         |
| = | Angeliño          | 3      | 6 (467')     | 0.5   | R. B. Leipzig         |

### Jugadores con tres o más goles en un partido
| Pos. | Jugador     | Goles | Fecha                 | Local         |                  | Resultado |                       | Visitante      | Reporte   |
| ---- | ----------- | ----- | --------------------- | ------------- | ---------------- | --------- | --------------------- | -------------- | --------- |
| 1    | Patson Daka | 4     | 20 de octubre de 2021 | Spartak Moscú | Bandera de Rusia | 3 - 4     | Bandera de Inglaterra | Leicester City | Jornada 3 |

### Rendimiento general
Nota: No contabilizadas las estadísticas en rondas previas.
| Club | Club                | Pts. | PJ | PG | PE | PP | GF | GC | Dif. | Rend.  |
| ---- | ------------------- | ---- | -- | -- | -- | -- | -- | -- | ---- | ------ |
| 1    | Eintracht Fráncfort | 26   | 13 | 7  | 6  | 0  | 20 | 13 | +7   | 66.67% |
| 2    | Rangers             | 22   | 15 | 6  | 4  | 5  | 22 | 16 | +6   | 46.67% |
| 3    | West Ham United     | 20   | 12 | 6  | 2  | 4  | 17 | 8  | +9   | 55.56% |
| 4    | RB Leipzig          | 11   | 6  | 3  | 2  | 1  | 10 | 7  | +3   | 61.11% |
| 5    | Olympique Lyon      | 21   | 10 | 6  | 3  | 1  | 19 | 10 | +9   | 70%    |
| 6    | Sporting Braga      | 20   | 12 | 6  | 2  | 4  | 19 | 14 | +5   | 55.56% |
| 7    | Atalanta            | 13   | 6  | 4  | 1  | 1  | 10 | 6  | +4   | 72.22% |
| 8    | Barcelona           | 9    | 6  | 2  | 3  | 1  | 10 | 8  | +2   | 50%    |
| 9    | Real Betis          | 17   | 10 | 5  | 2  | 3  | 17 | 16 | +1   | 56.67% |
| 10   | Estrella Roja       | 14   | 8  | 4  | 2  | 2  | 8  | 8  | 0    | 58.33% |
| 11   | Bayer Leverkusen    | 13   | 8  | 4  | 1  | 3  | 16 | 9  | +7   | 54.17% |
| 12   | Galatasaray         | 13   | 8  | 3  | 4  | 1  | 8  | 5  | +3   | 50%    |
| 13   | Mónaco              | 13   | 8  | 3  | 4  | 1  | 8  | 7  | +1   | 54.17% |
| 14   | Spartak Moscú       | 10   | 6  | 3  | 1  | 2  | 10 | 9  | +1   | 55.56% |
| 15   | Sevilla             | 6    | 4  | 2  | 0  | 2  | 4  | 3  | +1   | 50%    |
| 16   | Porto               | 5    | 4  | 1  | 2  | 1  | 5  | 5  | 0    | 41.67% |
| 17   | Dinamo Zagreb       | 13   | 8  | 4  | 1  | 3  | 11 | 9  | +2   | 54.17% |
| 18   | Napoli              | 11   | 8  | 3  | 2  | 3  | 18 | 15 | +3   | 45.83% |
| 19   | Lazio               | 10   | 8  | 2  | 4  | 2  | 10 | 7  | +3   | 41.67% |
| 20   | Real Sociedad       | 10   | 8  | 2  | 4  | 2  | 12 | 11 | +1   | 41.67% |
| 21   | Olympiakos          | 9    | 8  | 3  | 0  | 5  | 9  | 12 | -3   | 37.5%  |
| 22   | Sheriff Tiraspol    | 3    | 2  | 1  | 0  | 1  | 2  | 2  | 0    | 50%    |
| 23   | Zenit               | 1    | 2  | 0  | 1  | 1  | 2  | 3  | -1   | 16.67% |
| 24   | Borussia Dortmund   | 1    | 2  | 0  | 1  | 1  | 4  | 6  | -2   | 16.67% |
| 25   | Midtjylland         | 9    | 6  | 2  | 3  | 1  | 7  | 7  | 0    | 50%    |
| 26   | Celtic              | 9    | 6  | 3  | 0  | 3  | 13 | 15 | -2   | 50%    |
| 27   | Leicester City      | 8    | 6  | 2  | 2  | 2  | 12 | 11 | +1   | 44.44% |
| 28   | PSV                 | 8    | 6  | 2  | 2  | 2  | 9  | 8  | +1   | 44.44% |
| 29   | Olympique Marsella  | 7    | 6  | 1  | 4  | 1  | 6  | 7  | -1   | 38.89% |
| 30   | Sparta Praga        | 7    | 6  | 2  | 1  | 3  | 6  | 9  | -3   | 38.89% |
| 31   | Fenerbahçe          | 6    | 6  | 1  | 3  | 2  | 7  | 8  | -1   | 33.33% |
| 32   | Rapid Viena         | 6    | 6  | 2  | 0  | 4  | 4  | 9  | -5   | 33.33% |
| 33   | Legia Varsovia      | 6    | 6  | 2  | 0  | 4  | 4  | 11 | -7   | 33.33% |
| 34   | Antwerp             | 5    | 6  | 1  | 2  | 3  | 6  | 10 | -4   | 27.78% |
| 35   | Genk                | 5    | 6  | 1  | 2  | 3  | 4  | 10 | -6   | 27.78% |
| 36   | Ferencváros         | 3    | 6  | 1  | 0  | 5  | 5  | 12 | -7   | 16.67% |
| 37   | Ludogorets Razgrad  | 2    | 6  | 0  | 2  | 4  | 3  | 8  | -5   | 11.11% |
| 38   | Sturm Graz          | 2    | 6  | 0  | 2  | 4  | 3  | 10 | -7   | 11.11% |
| 39   | Lokomotiv Moscú     | 2    | 6  | 0  | 2  | 4  | 2  | 9  | -7   | 11.11% |
| 40   | Brøndby             | 2    | 6  | 0  | 2  | 4  | 2  | 11 | -9   | 11.11% |

### Equipo de la Temporada
El panel de Observadores Técnicos de la UEFA eligió a los siguientes jugadores como el Equipo de la Temporada.
| Portero                           | Defensas | Centrocampistas | Delanteros                                                                                      |
| --------------------------------- | --- | --- | ----------------------------------------------------------------------------------------------- |
| Kevin Trapp (Eintracht Frankfurt) | Craig Dawson (West Ham United F. C.) Martin Hinteregger (Eintracht Frankfurt) Calvin Bassey (Rangers F. C.) | James Tavernier (Rangers F. C.) Konrad Laimer (R. B. Leipzig) Declan Rice (West Ham United F. C.) Filip Kostić (Eintracht Frankfurt) | Christopher Nkunku (R. B. Leipzig) Rafael Borré (Eintracht Frankfurt) Ryan Kent (Rangers F. C.) |

### Jugador de la Temporada
- Filip Kostić ( Eintracht Frankfurt)[10]

### Jugador Joven de la Temporada
- Ansgar Knauff ( Eintracht Frankfurt)[11]